# Mixotricha paradoxa
Mixotricha paradoxa ist ein einzelliger Eukaryot aus der Gruppe der Parabasalia. Er lebt ausschließlich im Darm der Termiten-Art Mastotermes darwiniensis und bildet mit Bakterien eine selten vorkommende Bewegungssymbiose.

## Merkmale
Die birnenförmigen Zellen sind mit 300 bis 800 Mikrometer für Vertreter der Parabasalia sehr groß und mit dem bloßen Auge sichtbar. Der Bereich, wo die Geißeln ansetzen, ist als vorne definiert. Die Nahrungsaufnahme findet am Hinterende statt.
Sie können sowohl Zellulose wie auch Hemizellulosen abbauen.
Mixotricha paradoxa besitzt insgesamt vier Symbionten: anstelle der Mitochondrien besitzt es rundliche Hydrogenosomen, die Energie über Gärung gewinnen und Wasserstoff, Kohlendioxid und Acetat abgeben.
An der Zelloberfläche sitzen rund 250.000 haarförmige Spirochäten der Gattung Treponema zusammen mit stabförmigen Bakterien der Gattung Bacteroides an. Dabei setzen die Spirochäten hinten an einer klammerförmigen Struktur an der Oberfläche des Einzellers an, die stabförmigen Bakterien sitzen jeweils nach vorne gerichtet an dieser Klammer.
Zusätzlich sitzen an der Oberfläche noch rund 200 größere Spirochäten der Art Canaleparolina darwiniensis. Sie sind rund 25 Mikrometer lang und 0,5 Mikrometer im Durchmesser. Sie sind unregelmäßig über die ganze Oberfläche verteilt und fehlen nur im Bereich des Zellhinterendes.

## Bewegung
Auf seiner Oberfläche sind stäbchenförmige Bakterien und bewegliche Spirochäten u. a. regelmäßig auf Vorsprüngen angeordnet. Die Spirochaeten sind nicht untereinander verbunden; ihre Bewegung wird durch die Wechselwirkung mit der umgebenden Flüssigkeit koordiniert. Da die Flüssigkeit im Enddarm der Termiten sehr zähflüssig ist, entstehen dadurch metachrone Wellen, die dem Wimpernschlages der Ciliaten ähneln. Die bessere Bewegung innerhalb des stark gefüllten Darms der Termiten und ein verbesserter Transport von Nährstoffen sind vermutlich der Grund für diese sich bewegenden Ektobionten. Die vier kurzen Geißeln von Mixotricha paradoxa dienen wahrscheinlich nur zum Steuern, da die sehr große Zelle sich nicht alleine mit ihnen fortbewegen kann.

## Geschichte
Die Art wurde 1933 erstbeschrieben, die Bakterien wurden von J.L. Sutherland im Lichtmikroskop jedoch für normale Wimpern gehalten: daher auch der Name Mixotricha „vermischte Haare“ in Bezug auf die ungewöhnliche Kombination von Cilien (Wimpern) und Geißeln an einer Tierart. Das Epitheton paradoxa = „unerwartet“ bezieht sich auf diese ungewöhnliche Kombination. A.V. Grimstone und L.R. Cleveland erkannten in den 1950er Jahren in Elektronenmikroskop-Aufnahmen, dass es sich hierbei um Bakterien handelt.

## Belege
- K. Hausmann, R. Hülsmann, R. Radek: Protistology. 3., kompl. überarb. Auflage. E. Schweizerbart’sche Verlagsbuchhandlung, Berlin/Stuttgart 2003, ISBN 3-510-65208-8.
- Lynn Margulis, Dorion Sagan: The Beast with five genomes. In: Natural History. Band 110, Nr. 5, Juni 2001.